# 东宅公
东宅公，亦有人隶定为“东亳公”，见于《望山楚简》，墓主悼固祭祀的先祖中，依次有三楚先（老童、祝融、鬻熊）、先王（楚简王、楚声王、楚悼王）、先君东宅公、王孙巢、父大、戚陵君、亲父、北子、北宗等人，陈振裕、朱德熙、裘锡圭、李家浩等人均认为悼固以悼为氏，是楚悼王的后裔，而东宅公是楚悼王之子，悼固的祖父，也是悼氏的始祖。